# 馬爾科維奇 (洛卡奇區)
50°44′30″N 24°42′50″E / 50.74167°N 24.71389°E
馬爾科維奇（烏克蘭語：Марковичі），是烏克蘭的村落，位於該國西部沃倫州，由沃洛德米爾區負責管轄，始建於1545年，面積174平方公里，海拔高度221米，2001年人口355，人口密度每平方公里2.04人。